# Eglefin
Eglefinul (Melanogrammus aeglefinus) (numit uneori eronat egrefin) este un pește marin din familia Gadidae. El preferă apele reci din regiunile polare și cu climă temperată.

## Caractere morfologice

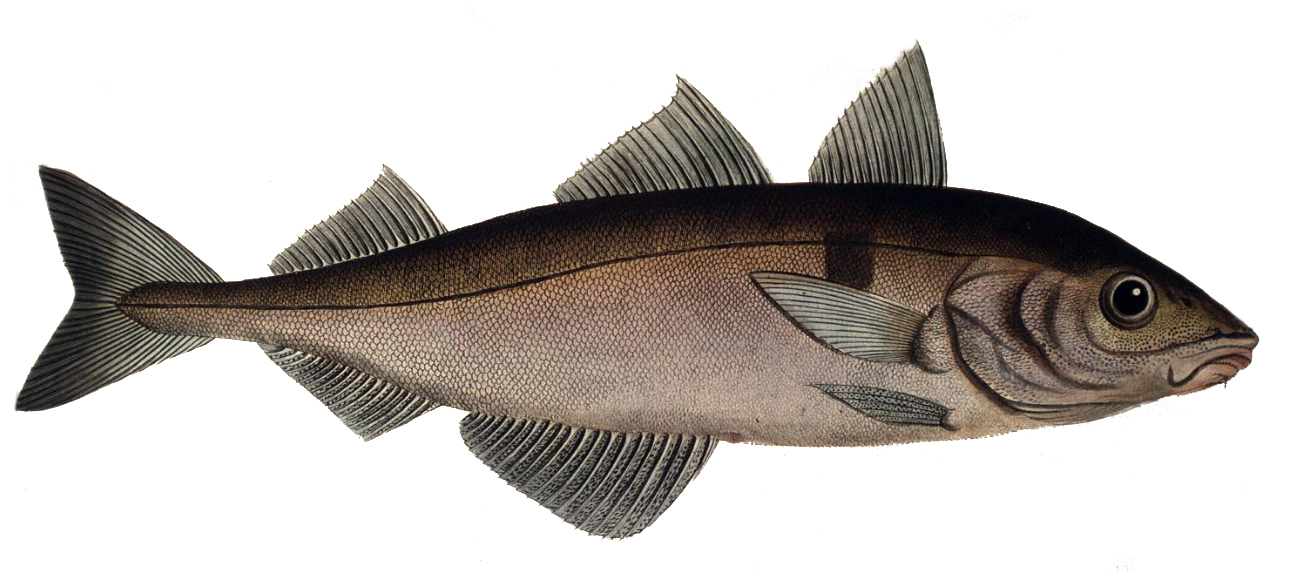
Melanogrammus aeglefinus

Peștele poate atinge o lungime de 1 m și o greutate de 14 kilograme. Maxilarul superior este mai lung ca cel inferior, care are o mustață. Caracteristic este pata de culoare închisă de deasuppra înotătoarei pectorale.

## Mod de viață
Peștele poate fi întâlnit frecvent la adâncimi între 10 și 100 m, pe fundul mării. Melanogrammus aeglefinus trăiște în Atlanticul de Nord, arealul lui se întinde de la Golful Biscaya, Islanda, Groenlanda, Terra Nova, ajungând până în Marea Nordului, Marea Barenț și Marea Albă. El se hrănește cu viermi, scoici, crustacee, icre și puiet de pește. Depunerea icrelor are loc între lunile martie și iunie, la o adâncime de 50 - 150 m, când temperatura apei este între 5°C și 7°C. O femelă depune în medie între 100.000 și 1,5 milioane de ouă. Din ouăle fecundate eclozează în funcție de temperatura apei, la 1 până la 3 săptămâni, puietul care atinge o lungime de 5 mm. În Marea Nordului ei ajung apți de reproducere când ating o lungime de 30 - 40 cm. Peștele poate fi comercializat proaspăt sau ca pește congelat.
În Marea Britanie se poate găsi ca eviscerat, sărat și afumat, se comercializează sub denumirea engleză haddock (ștocfiș).